# Cazin
Cazin (în alfabetul chirilic sârb: Цазин) este un oraș situat în cantonul Una-Sana al Federației Bosnia și Herțegovina, o entitate din statul modern Bosnia și Herțegovina. Este situat în nord-vestul Bosniei și Herțegovinei în regiunea Bosanska Krajina, lângă granița cu Croația. Conform recensământului din 2013, orașul Cazin a avut o populație de 66.149 de locuitori.
Comuna este adesea numită și Cazinska Krajina. Orașul Cazin este situat pe drumul principal care leagă Bihać și Velika Kladuša⁠(d).

## Istorie

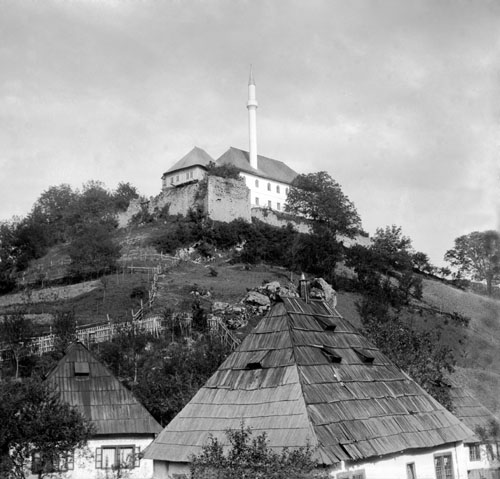
Cazin în 1906

În Cazin se găsesc mai multe locuri istorice, unele datând din secolul al XIV-lea. Castelul Ostrožac și Turnul Radetina se află în Cazin. Cazin a fost un oraș al Episcopiei de Knin.
Din 1929 până în 1941, Cazin a făcut parte din Banovina Vrbas din Regatul Iugoslaviei.
Răscoala din Cazin din anul 1950 (în sârbocroată Cazinska buna), o răscoală armată a țăranilor împotriva statului iugoslav, a avut loc în Cazin la 5-6 mai 1950 și în zonele învecinate, Velika Kladuša și Slunj, care au făcut parte din Iugoslavia comunistă în acea perioadă. Țăranii s-au revoltat împotriva colectivizării forțate și a fermelor colective impuse fermierilor de către guvernul iugoslav. După seceta din 1949, țăranii din Iugoslavia nu au reușit să împlinească cotele nerealiste stabilite de guvernul lor și au fost pedepsiți. Revolta care a urmat secetei a dus la uciderea și persecuția celor care au organizat răscoala, dar și a multor civili nevinovați. A fost singura răscoală țărănească din istoria Războiului Rece din Europa. 29–32 de persoane au fost ucise și 714 au fost arestate.
Orașul a fost apărat cu succes de armata bosniacă în timpul războiului din Bosnia și Herțegovina (din 1992 până în 1995).

## Așezări
În afară de zona urbană Cazin, zona administrativă a orașului cuprinde următoarele așezări:
- Bajrići⁠(d)
- Brezova Kosa⁠(d)
- Bukovica⁠(d)
- Crnaja⁠(d)
- Čajići⁠(d)
- Čizmići⁠(d)
- Ćehići⁠(d)
- Ćoralići⁠(d)
- Donja Barska⁠(d)
- Donja Koprivna⁠(d)
- Donja Lučka⁠(d)
- Glogovac⁠(d)
- Gornja Barska⁠(d)
- Gornja Koprivna⁠(d)
- Gornja Lučka⁠(d)
- Gradina⁠(d)
- Hadžin Potok⁠(d)
- Kapići⁠(d)
- Kličići⁠(d)
- Kovačevići⁠(d)
- Krakača⁠(d)
- Krivaja⁠(d)
- Liđani⁠(d)
- Liskovac⁠(d)
- Ljubijankići⁠(d)
- Majetići⁠(d)
- Miostrah⁠(d)
- Mujakići⁠(d)
- Mutnik⁠(d)
- Osredak⁠(d)
- Ostrožac⁠(d)
- Ostrožac na Uni⁠(d)
- Pećigrad⁠(d)
- Pivnice⁠(d)
- Pjanići⁠(d)
- Podgredina⁠(d)
- Polje⁠(d)
- Ponjevići⁠(d)
- Prošići⁠(d)
- Rošići⁠(d)
- Rujnica⁠(d)
- Skokovi⁠(d)
- Stijena⁠(d)
- Šturlić⁠(d)
- Šturlićka Platnica⁠(d)
- Toromani⁠(d)
- Tržac⁠(d)
- Tržačka Platnica⁠(d)
- Tržačka Raštela⁠(d)
- Urga⁠(d)
- Vilenjača⁠(d)
- Vrelo⁠(d)
- Zmajevac⁠(d)

## Demografie
Conform recensământului din 2013, orașul Cazin a avut o populație de 66.149 de locuitori.

### Grupuri etnice
Compoziția etnică a comunei a fost următoarea:
| Grup etnic            | Populația în 1971 | Populația în 1981 | Populația în 1991 | Populația în 2013 |
| --------------------- | ----------------- | ----------------- | ----------------- | ----------------- |
| Bosniaci / musulmani  | 43,880            | 55.401            | 61.693            | 63.463            |
| Croați                | 175               | 122               | 139               | 320               |
| Sârbi                 | 1.196             | 826               | 778               | 29                |
| Iugoslavi             | 51                | 529               | 430               | -                 |
| Altele / Nespecificat | 166               | 232               | 369               | 2,337             |
| Total                 | 45.468            | 57,110            | 63.409            | 66.149            |

## Orașe gemene - orașe înfrățite
Cazin este înfrățit cu:
- Develi, Turcia[13]
- Kahramanmaraș, Turcia[14]

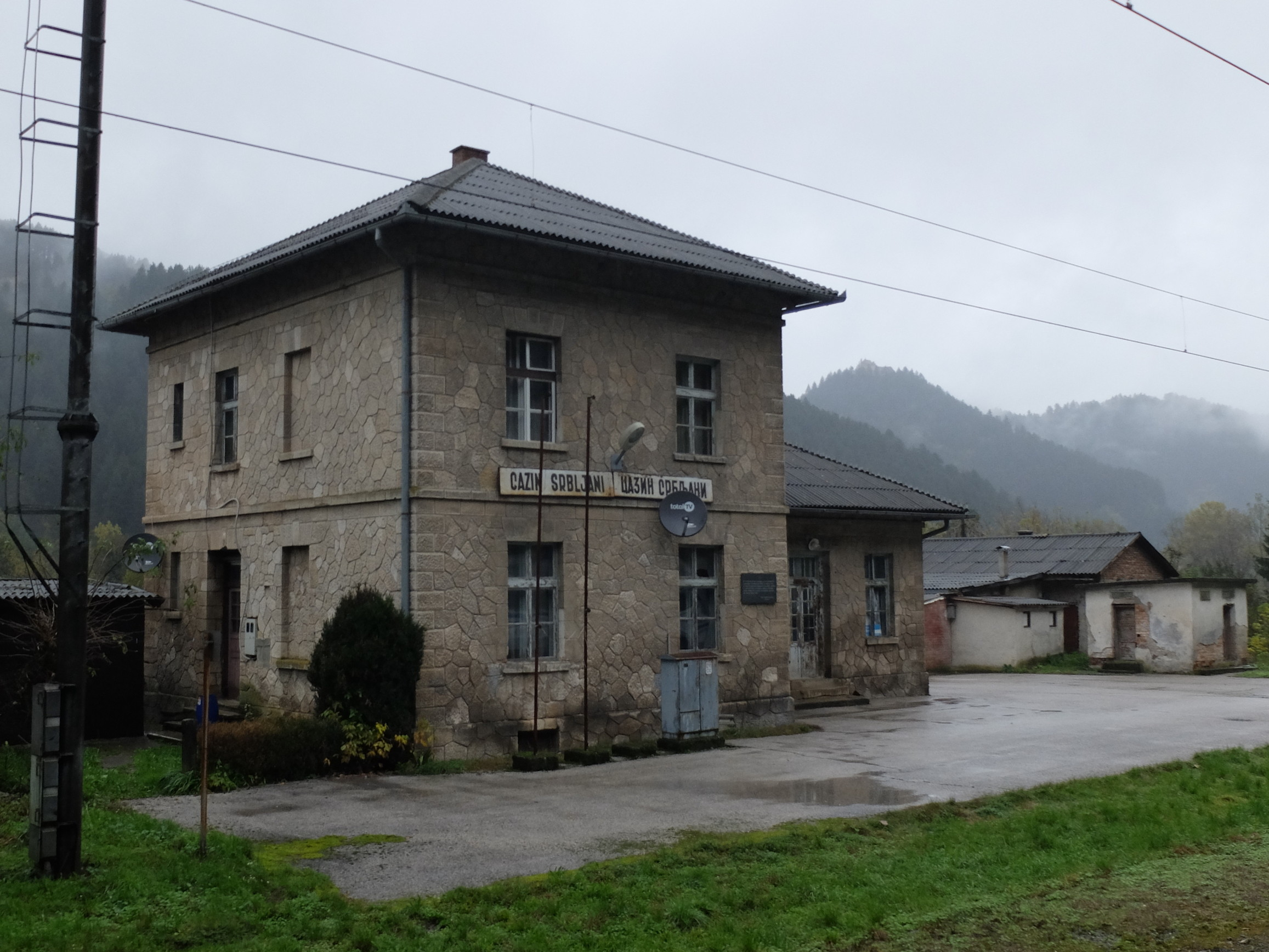
Cazin Srbljani (gară)
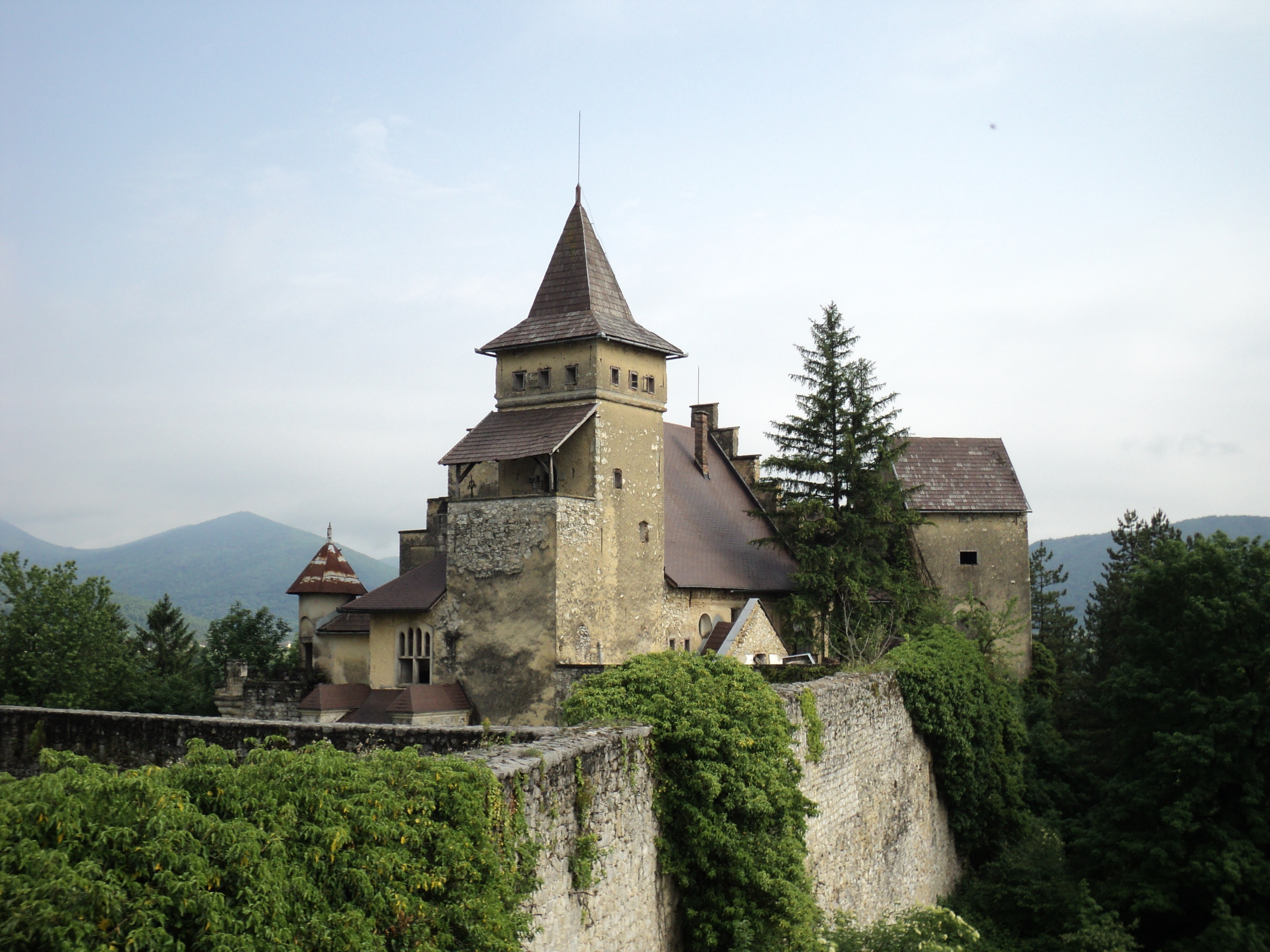
Cetatea Cazin⁠(d)
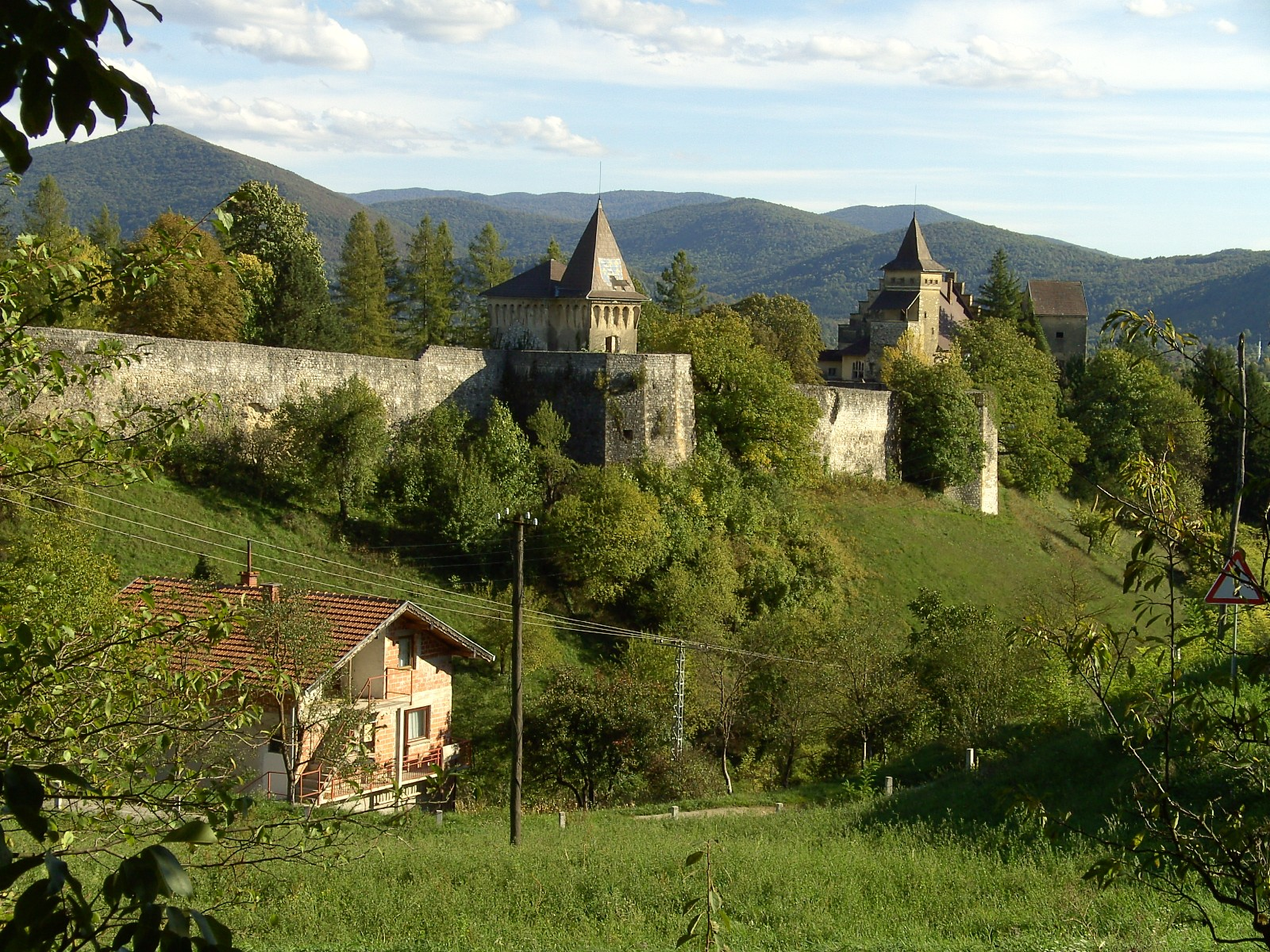
Cetatea Cazin
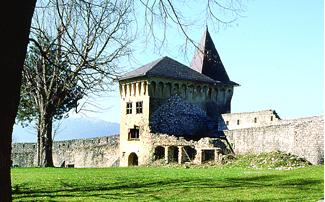
Cetatea Cazin